# Mabeobui Seong
Mabeobui Seong (마법의 성; tiếng Anh: Sex of Magic) là một bộ phim điện ảnh thuộc đề tài hài–lãng mạn khiêu dâm của Hàn Quốc năm 2002 do Bang Sung-Woong làm đạo diễn kiêm tác giả kịch bản. Phim có sự tham gia của Goo Bon-Seung và Kang Ye-Won trong hai vai chính Park Sung-Bin và Han Ji-Hye. Nội dung phim xoay quanh câu chuyện của chàng trai trẻ Sung-Bin, do không thể thỏa mãn chuyện chăn gối với hôn thê xinh đẹp của mình là Ji-Hye, nên đã tìm mọi cách để nâng cao kỹ năng làm tình để có thể quay trở về nhà và chinh phục được cô. Phim ra mắt các rạp của Hàn Quốc vào ngày 11 tháng 10 năm 2002.

## Tóm tắt nội dung
Park Sung-Bin là một chàng trai trẻ có cuộc sống đáng mơ ước với nhiều người: ngoại hình đẹp, công việc tốt, có tiền bạc và một hôn thê xinh đẹp là Han Ji-Hye. Tuy nhiên anh lại thiếu duy nhất một điều, đó là không thể làm thỏa mãn chuyện chăn gối với hôn thê Ji-Hye. Dẫu đã hạ quyết tâm tìm đến các phương pháp trị liệu để nắm bắt rõ hơn về chuyện ân ái, song thời gian đầu Sung-bin vẫn chưa thể giải quyết được vấn đề nhức nhối kia. Chuyện tình cảm với Ji-Hye bỗng rơi vào bế tắc, làm cho Sung-bin vô cùng thất vọng và chán chường vì sắp mất cô vào tay người đàn ông khác. Để rồi anh gặp một vị cao nhân nọ, ông được Sung-bin cho xem video ghi lại chuyện chăn gối giữa anh và Ji-Hye. Thấy rằng Ji-Hye là một người có nhu cầu sinh lý khá cao, ông đã đề ra một phương pháp trị liệu đặc biệt dành cho Sung-bin. Anh đã ở lại nhà của vị cao nhân và trải qua một chế độ tập luyện khắc nghiệt cả về mặt thể chất lẫn tinh thần trong nhiều ngày liền. Sau khi khổ luyện thuần thục, Sung-bin tự tin trở về để chiếm lại trái tim của Ji-Hye. Anh đến gặp Ji-Hye và thể hiện tất cả những kỹ năng mà mình đã học được và hoàn toàn chinh phục được cô. Sau đó Sung-bin được vị cao nhân giác ngộ rằng chỉ mỗi việc chinh phục thể xác là không đủ, mà còn là tình cảm thật lòng dành cho Ji-Hye, như thế anh mới có thể trở thành bậc thầy của tình yêu. Anh đến gặp vị hôn thê của mình và cam kết dành trọn trái tim mình dành cho cô, rồi hai người chính thức làm đám cưới.

## Phân vai
- Goo Bon-Seung vai Park Sung-Bin
- Kang Ye-Won vai Han Ji-Hye, hôn thê của Sung-bin.
- Yoon Ji-min vai Madonna
- Park In-Hwan vai bố của Sung-bin.
- Sun Woo Yong Nyeo vai mẹ của Sung-bin.